# Zhiva
Iva Pažin (Beograd), poznatija kao Zhiva (izgovara se Živa), srpska je kantautorka i izvođačica poznata po svom specifičnom muzičkom izrazu koji spaja elemente popa, alternative i elektronike. Ističe se emotivnim tekstovima i dinamičnim nastupima. Svoj prvi album, Preterujem, objavila je 2023. godine, čime je brzo stekla pratioce u regionu. U novembru 2024. godine, objavila je svoj drugi studijski album Zhiva zdrava.

## Biografija
Želja za muzičkim stvaralaštvom sada 24-godišnjoj Ivi potiče od malena, vrlo rano se potpuno preusmerila na istraživanje muzike – izvođački, autorski i naučno. U poslednjih nekoliko godina odvažila se da kroz autorsko stvaralaštvo izrazi ličnije teme i da kroz interakciju sa publikom ojača sebe i zajednicu u okviru koje stvara. Nedavno je masterirala na odseku Primenjena istraživanja muzike Fakulteta muzičke umetnosti u Beogradu, a upravo je stvaranje njenog debi albuma bila tema master rada. Prethodno je, nakon školovanja u MŠ „Josip Slavenski” (teoretski i vokalno-instrumentalni odsek za klavir) i MŠ „Kornelije Stanković” (džez klavir), završila Osnovne akademske studije na Fakultetu muzičke umetnosti na odseku za Muzikologiju.

### Preterujem(2023)
je svoj samostalan iskorak na domaćoj sceni napravila objavljivanjem debi albuma Preterujem u novembru 2023, za Glitch Records. Album čini devet autorskih pesama i postavljen je kao mozaik žanrova – od alternativnog popa preko džeza, hip-hopa i drum’n’bass-a do reggea. Posebno ga izdvaja to što je posvećen mentalnom zdravlju.
Rekli su o Zhivi, njenom izvođenju i albumu Preterujem:
„U devet pesama je tematski uspela da obuhvati sve one sitnice koje čine život. Ljubav, izlasci, svakodnevno trošenje vremena, ali i odgovori na životne izazove. Pravi mali biser modernog zvuka koji, ako ga sreća posluži, može da dođe do zaista velikog kruga slušalaca“.
„Žanrovski svestrana autorka. Pesme su pravi mali odmereni zalogaji, trajanja ispod tri minuta, koji nikada ne ispuštaju pažnju slušaoca. Polako, ali sigurno, Zhiva gradi jednu novu alternativnu scenu, izvan ustaljenih granica rock muzike. Ovakva zvučna paleta pre pojave Glitch-ovog rostera bila je prava retkost na našim prostorima. Razigrano muziciranje, kvalitetna, svesna lirika i zavidna reperska veština autorke i njenog brata“.

### zdrava (2024)
Samo godinu dana nakon debitantskog ostvarenja Preterujem, Zhiva objavljuje drugi studijski album. Dok je na prvom albumu delila svoje borbe sa mentalnim zdravljem, Zhiva je na drugom albumu osnažena, mirna i optimistična, čemu je doprinela i njena povezanost sa publikom. Album Zhiva zdrava čini devet pesama koje istražuju ljubav, snagu i samopouzdanje, uz povremena promišljanja o nesigurnostima i društvenim izazovima. U saradnji sa producentom Toshijem Domaćinom, Zhiva je zadržala svoj prepoznatljiv spoj različitih žanrova, uz još smelije kombinacije nego na prvom albumu.

### Koncerti
Neposredno pred objavljivanje debi albuma, Zhiva je imala prvu balkansku turneju, koja je uključivala nastupe u Skoplju (Festival Zdravo Mladi), Sarajevu, Nišu, Sofiji (SoAlive Music Conference), Podgoricu (Galam) i na kraju Beogradu, u kojem je održana promocija albuma. U toku 2024. godine nastupala je na brojnim festivalima i gradovima Srbije i regiona: Kragujevac (Arsenal Fest), Novi Sad (Doček, EXIT festival, Gradić fest), Subotica (Youth Jazz&Rock Fest), Zagreb (LIFT festival), Kosovskoj Mitrovici (Pirit Fest), Tuzla, Loznica (LilaLo fest), Dojran (D fest), Banja Luka (Freshwave festival), Beograd (Mikser festival). Takođe, predstavila se publici kao predgrupa Idi Prester na rasprodatim koncertima u Beogradu, kao i na samostalnom koncertu Marka Louisa u Sarajevu.

## Nagrade
Osvajanje nagrade za Najboljeg novog izvođača (Best new artist) 2024. godine, koju dodeljuje Udruženje nezavisnih izdavača RUNDA, predstavlja jedan od pokazatelja njenog uspeha na kulturnoj sceni regiona. Takođe, jedan je od 11 regionalnih izvođača koji su se našli na listi izvođača na koje treba obratiti pažnju za 2024. godinu koju donosi IMPALA u saradnji sa Youtube-om.

## Diskografija

### Studijski albumi
- Preterujem (2023)
- zdrava (2024)

## Spoljašnje veze
- Zhiva na sajtu
- Zhiva na sajtu